# Bowie (Texas)
Pour les articles homonymes, voir Bowie.
Ne pas confondre avec le comté situé dans le même État, le comté de Bowie.
La ville de Bowie est située dans le comté de Montague, dans l’État du Texas, aux États-Unis. Elle comptait 5 219 habitants lors du recensement de 2010.

## Histoire
Le 22 juillet 1881, Bowie fut incorporée en tant que ville dans le comté de Montague. La ville tient son nom de James Bowie, une figure légendaire de l'histoire du Texas.
La ville a commencé à se développer avec l'arrivée du Fort Worth and Denver Railway en 1882. En 1884, quatre hommes y dévalisèrent la First National Bank et emportèrent 10 000 $ en pièces d'or. Les habitants les pourchassèrent et ils finirent pendus pour leurs crimes.
En 1913, la population dépassait 5 000 habitants.
Le président Franklin D. Roosevelt a visité la ville le 11 juillet 1938 en rendant visite officiellement à Amon G. Carter (en), un industriel de Fort Worth qui avait grandi à Bowie.

## Démographie
Lors du recensement des États-Unis de 2010, la population s'élevait à 5 218 habitants répartis dans 2 489 logements et 2 293 ménages.
La répartition ethnique était de 91,9 % d'Euro-Américains et 8,1 % d'autres races. Le revenu moyen par habitant était de 18 965 $.

## Source
- (en) Cet article est partiellement ou en totalité issu de l’article de Wikipédia en anglais intitulé « Bowie, Texas » (voir la liste des auteurs).